# Championnats du Maroc de cyclisme sur route
Les championnats du Maroc de cyclisme sur route sont disputés tous les ans.

## Hommes

### Podiums de la course en ligne
| Année     | Vainqueur                  | Deuxième                 | Troisième               |
| --------- | -------------------------- | ------------------------ | ----------------------- |
| 1949      | Mohamed Ben Ahmed (WAC)    | Loffrédo                 | Olméda                  |
| 1952      | Driss Ben Abdesselem (WAC) | Salah Ben Aomar (FUS)    | Bendavid (VCM)          |
| 1956      | Driss Ben Abdesselem (WAC) |                          |                         |
| 1998      | Youssef Kaddouri           | Fouad Fellahi            | Dris Anezroud           |
| 2002      | Adil Jelloul               |                          |                         |
| 2005      | Abdelati Saadoune          |                          |                         |
| 2006      | Abdelati Saadoune          | Adil Jelloul             | Brahim Misbah           |
| 2007      | Adil Jelloul               | Abdelati Saadoune        | Mouhssine Lahsaini      |
| 2008      | Adil Jelloul               | Driss Hnini              | Mohamed Saïd El Ammouri |
| 2009      | Adil Jelloul               | Abdelati Saadoune        | Mouhssine Lahsaini      |
| 2010      | Mohamed Saïd El Ammouri    | Abdelati Saadoune        | Tarik Chaoufi           |
| 2011      | Adil Jelloul               | Essaïd Abelouache        | Abdelati Saadoune       |
| 2012      | Tarik Chaoufi              | Abdelati Saadoune        | Adnane Aarbia           |
| 2013      | Abdelati Saadoune          | Reda Aadel               | Adil Jelloul            |
| 2014      | Adil Jelloul               | Salaheddine Mraouni      | Tarik Chaoufi           |
| 2015      | Soufiane Haddi             | Essaïd Abelouache        | Mouhssine Lahsaini      |
| 2016      | Anass Aït El Abdia         | Mouhssine Lahsaini       | Soufiane Haddi          |
| 2017      | Essaïd Abelouache          | Abdeladim El Moutaouakke | Abderrahim Zahiri       |
| 2018      | Abdessadek Kouna           | Abdelillah Essabany      | Mohamed Zarhoun         |
| 2019      | Adil El Arbaoui            | Oussama Khafi            | El Houçaine Sabbahi     |
| 2020-2021 | Pas organisé               | Pas organisé             | Pas organisé            |
| 2022      | Achraf Ed Doghmy           | Anass Aït El Abdia       | Mohcine El Kouraji      |
| 2023      | Achraf Ed Doghmy           | Adil El Arbaoui          | Mohcine El Kouraji      |
| 2024      | El Houçaine Sabbahi        | Oussama Khafi            | Ibrahim Essabahy        |
| 2025      | Adil El Arbaoui            | Anass Aït El Abdia       | Driss El Alouani        |

Multi-titrés
- 6 : Adil Jelloul
- 2 : Abdelati Saadoune, Achraf Ed Doghmy, Adil El Arbaoui

### Podiums du contre-la-montre
| Année     | Vainqueur          | Deuxième           | Troisième           |
| --------- | ------------------ | ------------------ | ------------------- |
| 1998      | Tayeb Ed Daiyf     | Dris Anezroud      | Mustapha El Amal    |
| 2002      | Dris Anezroud      |                    |                     |
| 2003      | Abdelati Saadoune  |                    |                     |
| 2004      | Abdelati Saadoune  |                    |                     |
| 2010      | Mouhssine Lahsaini | Abdelati Saadoune  | Mouhcine Rhaili     |
| 2011      | Mouhssine Lahsaini | Abdelati Saadoune  | Ismaïl Ayoune       |
| 2012      | Mouhssine Lahsaini | Adil Jelloul       | Abdelati Saadoune   |
| 2013      | Soufiane Haddi     | Othmane El Afi     | Ismaïl Ayoune       |
| 2014      | Soufiane Haddi     | Mouhssine Lahsaini | Mohamed Er Rafai    |
| 2015      | Soufiane Haddi     | Mouhssine Lahsaini | Anass Aït El Abdia  |
| 2016      | Soufiane Haddi     | Mouhssine Lahsaini | Mohcine El Kouraji  |
| 2017      | Mouhssine Lahsaini | Abdessadek Kouna   | Hicham Benouzza     |
| 2018      | Abdessadek Kouna   | Omar Adim          | Abdelhouahed Farssi |
| 2019      | El Mehdi Chokri    | Mohcine El Kouraji | Abdessadek Kouna    |
| 2020-2021 | Pas organisé       | Pas organisé       | Pas organisé        |
| 2022      | Mohcine El Kouraji | Adil El Arbaoui    | Achraf Ed Doghmy    |
| 2023      | Adil El Arbaoui    | Achraf Ed Doghmy   | Mohcine El Kouraji  |
| 2024      | Adil El Arbaoui    | Mohcine El Kouraji | Oussama Khafi       |
| 2025      | Mohcine El Kouraji | Adil El Arbaoui    | Achraf Ed Doghmy    |

Multi-titrés
- 4 : Soufiane Haddi, Mouhssine Lahsaini
- 2 : Adil El Arbaoui, Mohcine El Kouraji

## Femmes

### Podiums de la course en ligne
| Année | Vainqueur              | Deuxième            | Troisième              |
| ----- | ---------------------- | ------------------- | ---------------------- |
| 2011  | Ibtissam Buhati        | Nadia Amhaouch      | Mounia Aït Baghanem    |
| 2012  | Asmaa Namli            | Salima Ardati       | Hasnae Achehbar        |
| 2013  | Asmae Zerfaoui         | Mariam Rahmouni     | Fatima Zahra El Hayani |
| 2014  | Fatima Zahra El Hayani | Chaimae El Harchi   | Nadia Skoukdi          |
| 2015  | Nadia Skoukdi          | Mounia Benaji       | Chaimae Ez-Zakraoui    |
| 2016  | Nadia Skoukdi          | Mounia Benaji       | Mariam Rahmouni        |
| 2017  | Nadia Skoukdi          | Chaimae Ez-Zakraoui | Khadija El Ghouate     |
| 2018  | Fatima Zahra El Hayani | Mounia Benaji       | Jihade Nafia           |
| 2019  | Fatima Zahra El Hayani | Siham Es Sad        | Amira Lameti           |
| 2020  |                        |                     |                        |
| 2021  |                        |                     |                        |
| 2022  | Siham Es Sad           | Nora Sahmoud        | Salma Hariri           |
| 2023  |                        |                     |                        |
| 2024  | Mallika Benallal       | Salma Hariri        | Chaimae Ez-Zakraoui    |

Multi-titrées
- Fatima Zahra El Hayani, Nadia Skoukdi

### Podiums du contre-la-montre
| Année | Vainqueur              | Deuxième            | Troisième             |
| ----- | ---------------------- | ------------------- | --------------------- |
| 2015  | Mounia Benaji          | Chaimae Ez-Zakraoui | Nadia Skoukdi         |
| 2016  | Nadia Skoukdi          | Mounia Benaji       | Siham Loukili         |
| 2017  | Nadia Skoukdi          | Wissame Edrhourhi   | Chaimae Ez-Zakraoui   |
| 2018  | Fatima Zahra El Hayani | Mounia Benaji       | Nadia Skoukdi         |
| 2019  | Fatima Zahra El Hayani | Siham Es Sad        | Amira Lameti          |
| 2020  |                        |                     |                       |
| 2021  |                        |                     |                       |
| 2022  | Nora Sahmoud           | Siham Es Sad        | Fatima Zahra Benzekri |
| 2023  |                        |                     |                       |
| 2024  | Mallika Benallal       | Chaimae Ez-Zakraoui |                       |

Multi-titrées
- Fatima Zahra El Hayani, Nadia Skoukdi

## Espoirs Hommes

### Podiums de la course en ligne
| Année     | Vainqueur               | Deuxième            | Troisième            |
| --------- | ----------------------- | ------------------- | -------------------- |
| 2011      | Yassin Aït El Attar     | Reda Aadel          | Mohcine Ichou        |
| 2014      | Salaheddine Mraouni     | Mounir Makhchoun    | Hatim Bouchane       |
| 2015      | Zouhair Rahil           | Anass Aït El Abdia  | Soufiane Sahbaoui    |
| 2016      | Soufiane Sahbaoui       | Mohcine El Kouraji  | El Houcaine Sabbahi  |
| 2017      | Abderrahim Zahiri       | El Mehdi Chokri     | Mohsin Annachnach    |
| 2018      | Abdeljalil Sbani        | Ahmed Zahrou        | Hichame Akkaoui      |
| 2019      | Oussama Khafi           | El Houçaine Sabbahi | Youssef Bdadou       |
| 2020-2021 | Pas organisé            | Pas organisé        | Pas organisé         |
| 2022      | Nasser Eddine Maatougui | Youssef Bdadou      | Hamza Bougrine       |
| 2023      | Nasser Eddine Maatougui | Ibrahim Essabahy    | Imrane Ousbigh       |
| 2024      | Ibrahim Essabahy        | Driss El Alouani    | Salah Fakir          |
| 2025      | Driss El Alouani        | Youssef Farid       | Zaid Harrouch Tourki |

Multi-titrés
- 2 : Nasser Eddine Maatougui

### Podiums du contre-la-montre
| Année     | Vainqueur               | Deuxième                | Troisième              |
| --------- | ----------------------- | ----------------------- | ---------------------- |
| 2011      | Mohcine Ichou           | Lahcen Saber            | Ahmed Lhanafi          |
| 2014      | Othmane Choumouch       | Salah Eddine Lamkhidda  | Abderrahim Aouida      |
| 2015      | Anass Aït El Abdia      | Alae Boukhriss          | Abderrahim Zahiri      |
| 2016      | Mohcine El Kouraji      | Haitam Gaiz             | Ilyass Rabihi          |
| 2017      | El Mehdi Chokri         | Abderrahim Zahiri       | Mohsin Annachnach      |
| 2018      | Othman Harakat          | Ayoub El Aroussi        | Hichame Akkaoui        |
| 2019      | El Mehdi Chokri         | Mohcine El Kouraji      | Oussama Khafi          |
| 2020-2021 | Pas organisé            | Pas organisé            | Pas organisé           |
| 2022      | Anouar Rahmou           | Nasser Eddine Maatougui | Hamza Bougrine         |
| 2023      | Nasser Eddine Maatougui | Ibrahim Essabahy        | Mohamed Najib Sanbouli |
| 2024      | Ibrahim Essabahy        | Driss El Alouani        | Younes Hakim           |
| 2025      | Driss El Alouani        | Marwane Daoudi          | Youssef Farid          |

Multi-titrés
- 2 : El Mehdi Chokri

## Juniors Hommes

### Podiums de la course en ligne
| Année     | Vainqueur              | Deuxième           | Troisième          |
| --------- | ---------------------- | ------------------ | ------------------ |
| 2012      | Kamal Laaroussi        | Karim El Ouafi     | Taha Khimirou      |
| 2013      | Abderrahim Zahiri      | Karim Benhaman     | Ahmed Galdoune     |
| 2014      | Ilyass Rabihi          | Mohsin Annachnach  | Radouane Zakkour   |
| 2015      | Mohsin Annachnach      | Radouane Zakkour   | Oussama El Harrass |
| 2016      | Mohamed Sadki          | Soulayman Minoual  | Anouar Motassadeq  |
| 2017      | Mounir El Azhari       | Yassine Berjali    | Driss Ben Salah    |
| 2018      | Imad Sekkak            | Youssef Bdadou     | Soufiane El Basri  |
| 2019      | Hamza Bougrine         | Lahcen El Mejdoubi | Ilias Ben Othman   |
| 2020-2021 | Pas organisé           | Pas organisé       | Pas organisé       |
| 2022      | Mohamed Najib Sanbouli | Achraf El Kurymy   | Wassim Hoummady    |
| 2023      | Achraf El Kurymy       | Marwani Daoudi     | Othmane Baoubbou   |
| 2024      | Marouane Kharbouchi    | Souhaib Ouasmih    | Mazene Chaoui      |
| 2025      | Marouane Kharbouchi    | Yassine M'hah      | Ayman Aitelkarma   |

Multi-titrés
- 2 : Marouane Kharbouchi

### Podiums du contre-la-montre
| Année     | Vainqueur              | Deuxième            | Troisième             |
| --------- | ---------------------- | ------------------- | --------------------- |
| 2013      | Abderrahim Zahiri      | Othmane Choumouch   | Soufiane Sahbaoui     |
| 2014      | Ahmed Galdoune         | Ilyass Rabihi       | Youness Tahiri        |
| 2015      | Mohcine El Kouraji     | Radouane Zakkour    | Abdelilah Radif       |
| 2016      | Anass Jaouy            | Abdelatif Salimi    | Hamza Ramadi          |
| 2017      | Hamza Ramadi           | Ahmed Zahraoui      | Mohamed Medrazi       |
| 2018      | Youssef Bdadou         | Anas Rami           | Soufiane El Basri     |
| 2019      | Lahcen El Mejdoubi     | Hamza Bougrine      | Mohamed Reda Karroumi |
| 2020-2021 | Pas organisé           | Pas organisé        | Pas organisé          |
| 2022      | Mohamed Najib Sanbouli | Alae Aziki          | Hassane Dhimane       |
| 2023      | El Mahdi El Aarbaoui   | Yahya Bourkila      | Achraf Al Kurymy      |
| 2024      | Adil Kharbouchi        | Aymane Aït El Karma | Souhaib Ouasmih       |
| 2025      | Marouane Kharbouchi    | Aymane Aït El Karma | Yassine M'hah         |

## Juniors Femmes

### Podiums de la course en ligne
| Année | Vainqueur        | Deuxième        | Troisième        |
| ----- | ---------------- | --------------- | ---------------- |
| 2015  | Nora Sahmoud     | Leïla Karrakchi | Lamia Alloumi    |
| 2017  | Siham Es Sad     | Meryem Momo     | Hakima Barhraoui |
| 2018  | Hakima Barhraoui | Siham Es Sad    | Nousk Bouchama   |

### Podiums du contre-la-montre
| Année | Vainqueur     | Deuxième            | Troisième             |
| ----- | ------------- | ------------------- | --------------------- |
| 2015  | Nora Sahmoud  | Line Soraya Souaidi | Lamia Alloumi         |
| 2016  | Lamia Alloumi | Imane Jaadi         | Naima Zoubid          |
| 2017  | Siham Es Sad  | Hakima Barhraoui    | Soumia Ouaicha        |
| 2018  | Siham Es Sad  | Hakima Barhraoui    | Fatima Zahra Benzekri |